# Tschingg
Tschingg ist in der Deutschschweiz sowie im angrenzenden deutschen Südbaden und österreichischen Vorarlberg eine ursprünglich abwertende, heute auch neckend-spottende Dialektbezeichnung für einen Italiener.
Das Wort stammt vom Lombardischen  cinch «fünf» und geht auf den im norditalienischen Spiel Mòra oft vorkommenden Ausruf cinch a la mòra zurück. Aus Letzterem wurde im Dialekt Tschinggelemoore, aus Ersterem Tschingg.
Der Ausdruck entstand mit der Einwanderung italienischer Bauarbeiter im späteren 19. Jahrhundert. Er wird beispielsweise von Heinrich Federer 1924 in der Erzählung Weihnachten in den sibyllinischen Bergen verwendet.
Davon abgeleitet wird Stäibock-Tschingg («Steinbock-Italiener») neckend-spottend für Bündner gebraucht.